# Hästskonäsor
Hästskonäsor (Rhinolophidae) är en däggdjursfamilj i ordningen fladdermöss och det enda släktet, Rhinolophus, i denna familj. Vissa forskare, bland annat Kai Curry-Lindahl, vill dock räkna in 10 släkten, med totalt omkring 130 arter, i denna familj. Släktet Rhinolophus innehåller omkring 95 arter, varav 5 i Europa (ingen av dessa i Skandinavien).

## Beskrivning
Hästskonäsorna är mindre till medelstora, med en längd på mellan 3,5 och 11 cm och en vikt på 5 till 50 g. De kännetecknas av bladlika, sadelformade hudflikar runt näsan. Till skillnad från andra fladdermöss som använder sig av överljudsnavigering, produceras inte tonerna via munnen utan genom näsan. Hudflikarna används för att förstärka och rikta överljudstonerna, något som har gjort att de kan lokalisera föremål på längre håll än andra fladdermöss, Curry-Lindahl anger 6–8 m. Hästskonäsorna flyger därför med stängd mun. Hudflikarna består av en hästskoformad del runt näsan, och två vertikala flikar ovanför denna: En undre, kraftigare som kallas sadel och en övre, smalare som kallas lansett. Tragus, den öronflik som hos många andra fladdermöss bland annat tjänar som hjälp vid ekolokaliseringen, saknas hos hästskonäsorna.
Pälsens färg varierar mycket mellan de olika arterna. Många arter är rödbruna till svartbruna på ryggen och ljusare vid buken. Hästskonäsor har små ögon och dessutom är synfältet delvis skymt av hudflikarna vid näsan. Tandformeln är I 1/2 C 1/1 P 2/3 M 3/3, alltså 32 tänder.

## Vanor
Hästskonäsorna livnär sig främst av insekter. En karakteristisk vana är att familjens medlemmar, med undantag av mellanhästskonäsan, sveper vingarna om hela kroppen när de sover. De sover ofta tillsammans hängande i taket på gamla gruvor, grottor och liknande. Hästskonäsorna flyger oftast lågt och fladdrande.
De flesta arterna håller vinterdvala men de vaknar ibland och flyger till ett annat gömställe som kan ligga 1,5 km bort. Hos vissa arter som större hästskonäsa (Rhinolophus ferrumequinum) sjunker kroppstemperaturen till 8 °C under vilan.
Det sociala beteendet varierar beroende på art. Några hästskonäsor vilar ensamma, andra bildar mindre flockar och hos Rhinolophus rouxii observerades kolonier med 4000 medlemmar. Under födojakten är de i allmänhet ensamma.
Hos de arter som går i ide sker parningen under hösten. Sedan vilar det befruktade ägget till nästa vår. Andra arter parar sig under våren. Den egentliga dräktigheten varar cirka sju veckor och per kull föds en unge. Ungen blir könsmogen efter uppskattningsvis två år. De flesta hästskonäsor lever inte längre än 7 år. Enskilda individer har dock observerats 30 år efter tidpunkten då de blev ringmärkta.

## Utbredning
Familjen förekommer i tempererade och tropiska delar av Eurasien, Afrika och Australien.

## Arter
Enligt Catalogue of Life utgörs släktet Rhinolophus av 94 arter.
- Rhinolophus acuminatus Peters, 1871
- Rhinolophus adami Aellen & Brosset, 1968
- Rhinolophus affinis Horsfield, 1823
- Rhinolophus alcyone Temminck, 1853
- Rhinolophus arcuatus Peters, 1871
- Rhinolophus beddomei K. Andersen, 1905
- Rhinolophus belligerator Patrick, McCulloch & Ruedas, 2013
- Rhinolophus blasii Peters, 1867
- Rhinolophus bocharicus Kastschenko & Akimov, 1917
- Rhinolophus borneensis Peters, 1861
- Rhinolophus canuti Thomas & Wroughton, 1909
- Rhinolophus capensis Lichtenstein, 1823
- Rhinolophus celebensis K. Andersen, 1905
- Rhinolophus chiewkweeae Yoshiyuki & Lim, 2005
- Rhinolophus clivosus Cretzschmar, 1826
- Rhinolophus coelophyllus Peters, 1867
- Rhinolophus cognatus K. Andersen, 1906
- Rhinolophus cohenae Taylor, Stoffberg, Monadjem, Schoeman, Bayliss & Cotterill, 2012
- Rhinolophus convexus Csorba, 1997
- Rhinolophus cornutus Temminck, 1834
- Rhinolophus creaghi Thomas, 1896
- Rhinolophus damarensis Roberts, 1946
- Rhinolophus darlingi K. Andersen, 1905
- Rhinolophus deckenii Peters, 1868
- Rhinolophus denti Thomas, 1904
- Rhinolophus eloquens K. Andersen, 1905
- Rhinolophus euryale Blasius, 1853
- Rhinolophus euryotis Temminck, 1835
- Rhinolophus ferrumequinum (Schreber, 1774)
- Rhinolophus formosae Sanborn, 1939
- Rhinolophus fumigatus Rüppell, 1842
- Rhinolophus guineensis Eisentraut, 1960
- Rhinolophus hildebrandtii Peters, 1878
- Rhinolophus hilli Aellen, 1973
- Rhinolophus hillorum Koopman, 1989
- Rhinolophus hipposideros (Bechstein, 1800)
- Rhinolophus horaceki Benda & Vallo, 2012
- Rhinolophus huananus Wu, Motokawa & Harada, 2008
- Rhinolophus imaizumii Hill & Yoshiyuki, 1980
- Rhinolophus inops K. Andersen, 1905
- Rhinolophus kahuzi Fahr & Kerbis Peterhans, 2013
- Rhinolophus keyensis Peters, 1871
- Rhinolophus landeri Martin, 1838
- Rhinolophus lepidus Blyth, 1844
- Rhinolophus luctus Temminck, 1834
- Rhinolophus mabuensis Taylor, Stoffberg, Monadjem, Schoeman, Bayliss & Cotterill, 2012
- Rhinolophus maclaudi Pousargues, 1897
- Rhinolophus macrotis Blyth, 1844
- Rhinolophus madurensis K. Andersen, 1918
- Rhinolophus maendeleo Kock, Csorba & Howell, 2000
- Rhinolophus malayanus Bonhote, 1903
- Rhinolophus marshalli Thonglongya, 1973
- Rhinolophus mcintyrei Hill & Schlitter, 1982
- Rhinolophus megaphyllus Gray, 1834
- Rhinolophus mehelyi Matschie, 1901
- Rhinolophus microglobosus Csorba & Jenkins, 1998
- Rhinolophus mitratus Blyth, 1844
- Rhinolophus monoceros K. Andersen, 1905
- Rhinolophus montanus Goodwin, 1979
- Rhinolophus mossambicus Taylor, Stoffberg, Monadjem, Schoeman, Bayliss & Cotterill, 2012
- Rhinolophus nereis K. Andersen, 1905
- Rhinolophus osgoodi Sanborn, 1939
- Rhinolophus paradoxolophus (Bourret, 1951)
- Rhinolophus pearsonii Horsfield, 1851
- Rhinolophus philippinensis Waterhouse, 1843
- Rhinolophus proconsulis Hill, 1959
- Rhinolophus pusillus Temminck, 1834
- Rhinolophus rex G. M. Allen, 1923
- Rhinolophus robinsoni K. Andersen, 1918
- Rhinolophus rouxii Temminck, 1835
- Rhinolophus rufus Eydoux & Gervais, 1836
- Rhinolophus ruwenzorii J. Eric Hill, 1942
- Rhinolophus sakejiensis Cotterill, 2002
- Rhinolophus schnitzleri Wu & Thong, 2011
- Rhinolophus sedulus K. Andersen, 1905
- Rhinolophus shameli Tate, 1943
- Rhinolophus shortridgei K. Andersen, 1918
- Rhinolophus siamensis Gyldenstolpe, 1917
- Rhinolophus silvestris Aellen, 1959
- Rhinolophus simulator K. Andersen, 1904
- Rhinolophus sinicus K. Andersen, 1905
- Rhinolophus smithersi Taylor, Stoffberg, Monadjem, Schoeman, Bayliss & Cotterill, 2012
- Rhinolophus stheno K. Andersen, 1905
- Rhinolophus subbadius Blyth, 1844
- Rhinolophus subrufus K. Andersen, 1905
- Rhinolophus swinnyi Gough, 1908
- Rhinolophus tatar Bergmans & Rozendaal, 1982
- Rhinolophus thailandensis Wu, Harada & Motokawa, 2009
- Rhinolophus thomasi K. Andersen, 1905
- Rhinolophus trifoliatus Temminck, 1834
- Rhinolophus willardi Kerbis Peterhans & Fahr, 2013
- Rhinolophus virgo K. Andersen, 1905
- Rhinolophus xinanzhongguoensis Zou, Guillén-Servent, Lim, Eger, Wang & Jiang, 2009
- Rhinolophus yunanensis Dobson, 1872

Ytterligare arter enligt bland annat IUCN är:
- Rhinolophus ziama
- Rhinolophus francisi